# Goal! Two
Goal! Two Super Cup Soccer (スーパーカップサッカー?) är ett fotbollsspel utvecklat av Tose till NES och utgivet av Jaleco 1992. NES-versionen av Goal! Two döptes av Jaleco om till Super Goal! i Europa, medan  SNES-versionen heter Super Goal! och släpptes i december 1992, strax efter NES-versionen. Spelet är Toses första fotbollsspel till SNES.
I Frankrike skaffade sig Jaleco licens att döpa spelet efter franske fotbollsspelaren Eric Cantona, som just bytt klubb till Manchester United FC, och spelet kallades i Frankrike för Eric Cantona Football Challenge: Goal! 2. Spelet skall inte förväxlas med SNES-titeln Eric Cantona Football Challenge, en version av Striker (Rage Software, 1992).

### Fotnoter
1. 1 2  ”Goal! Two”. NES DB. Arkiverad från originalet den 14 maj 2014. https://web.archive.org/web/20140514213539/http://www.nesdb.se/game_more.php?id=592&rid=1. Läst 14 maj 2014.